# Pasquale Casorti
Pasquale Casorti var en italiensk pantomimiker og ekvilibrist.
Casorti, der tilhørte en omrejsende artistfamilie, virkede i nogle år i Danmark. I 1800 gav han på Dyrehavsbakken forestillinger med sit store italienske selskab som var en linedanser- og pantomimetrup. Rupturen bestod foruden den italienske pantomime af kraft- og behændighedskunster. Året efter indgik han i et samarbejde med sin landsmand Antonio Cetti og gav forestillinger på Hofteatret i København, hvor den engelske mimiker James Price og hans familietrup optrådte samen med Casorti og hans trup. De opførte blandt andet en række af de pantomimer, der skulle blive begyndelsen til pantomimens popularitet i Danmark som Harlekin bombarderet, Pjerrots hvervning, Harlekin kok. Harlekin skelet, Harlekin hustyv af sin herre og Harlekin statue. 1802 forlod både han og truppen Danmark.
Casorti var gift med Theresa Rinaldi og far til Giuseppe Casorti.